# Kim Kardashian
Kimberly Noel "Kim" Kardashian, under en period Kardashian West, född den 21 oktober 1980 i Los Angeles i Kalifornien, är en amerikansk fotomodell, skådespelare, affärskvinna, poddare och TV-personlighet. Hon medverkade mellan 2007 och 2021 i E!:s reality-serie Familjen Kardashian. Sedan 2022 medverkar hon i The Kardashians på Hulu/Disney+.
Hon är dotter till Kris Jenner och framlidne Robert Kardashian. Hon är syster till Kourtney, Khloé och Rob Kardashian och halvsyster till Kendall och Kylie Jenner. Hon har även styvsyskonen Burton (Burt), Cassandra (Casey), Brandon och Brody. Hon är av armenisk börd på sin fars sida.

## Biografi
Strax innan att hennes realityseriekarriär utvecklades fick Kim Kardashian mycket uppmärksamhet genom ett sexklipp som spreds på nätet. Hon ersattes med 5 miljoner dollar i samband med en stämning av Vivid Entertainment. I oktober 2007 hade Keeping Up with the Kardashians premiär i amerikansk TV. I oktober 2011 hade 69 avsnitt visats. Hon var med i Fall Out Boys musikvideo till Thnks fr th Mmrs år 2007.
I januari 2011 var det premiär för Kourtney and Kim Take New York. Serien följer Kim och hennes syster Kourtney när de öppnar en ny D-A-S-H-modebutik i New York. De har sedan öppnat butik i Miami vilket skildras i Kim and Kourtney Take Miami. Kardashian har också lanserat flera olika parfymer bland annat Unbreakable och Gold som lanserades 2010.
År 2011 fick hon en roll i filmen Tyler Perry's Temptation med biopremiär i mars 2013.
I juni 2014 kom spelet Kim Kardashian: Hollywood ut från Glue Games där Kim Kardashian var frontfigur.
2015 gav Kim Kardashian ut en bok med sina "selfies" dvs självporträtt tagna med mobil, som under de första tre månaderna bara sålde 32 000 exemplar, en extremt låg försäljningssiffra med tanke på att hon hade över 41 miljoner följare.
Hösten 2017 samarbetade Kim med Spotify för att lansera sin officiella profil med spellistor för att marknadsföra sin parfym Crystal Gardenia.
Hon planerar att bli advokat genom att genomgå en fyraårig juristutbildning som övervakas av advokatbyrån #cut50 där Van Jones är partner.
Den amerikanska ekonomitidskriften Forbes rankade Kardashian till att vara världens 2 356:e rikaste med en förmögenhet på en miljard amerikanska dollar per den 7 april 2021.

### Privatliv
Kim Kardashian gifte sig med Damon Thomas år 2000, men de skilde sig 2004. Hon gifte sig med Kris Humphries 2011 men de separerade samma år; skilsmässan gick formellt igenom 2013. 24 maj 2014 gifte sig Kardashian med Kanye West som hon hade haft ett förhållande med sedan 2012. Paret har fyra barn. Den 19 februari 2021 ansökte Kim Kardashian om skilsmässa från maken Kanye West. Skilsmässan gick igenom i november 2022.
Den 3 oktober 2016 bröt sig fem beväpnade män in på Kim Kardashians hotellrum i Paris, där hon besökte Paris Fashion Week. Inne på hotellrummet tilltvingade sig männen hennes smycken värda över 100 miljoner kronor. Hon blev hotad med pistol, blev bunden och fick munnen tejpad. Männen var maskerade och klädda i polisuniformer.

## Filmografi (i urval)
- 2007 –  Familjen Kardashian (TV-serie, pågående)
- 2008 – Disaster Movie (parodisk komedi) som Lisa
- 2009 – Beyond the Break (TV-serie) som Elle
- 2009 – Deep in the Valley (romantisk komedi) som Summa Eve
- 2009 – CSI: New York (TV-serie) som Debbie Fallon
- 2012 – Drop Dead Diva (TV-serie) som Nikki LePree
- 2013 – Tyler Perry's Temptation (romantisk komedi) som Ava
- 2023 – American Horror Story (TV-serie) som Siobhan Corbyn
- 2023 – Paw Patrol: Storfilmen (animerad) som Delores (röst)